# Fußball-Weltmeisterschaft der Frauen 2023
Die Endrunde der 9. Fußball-Weltmeisterschaft der Frauen (englisch FIFA Women’s World Cup) fand vom 20. Juli bis 20. August 2023 in Australien und Neuseeland statt.
Der FIFA-Kongress stimmte Ende Juli 2019 für eine Vergrößerung des Turniers auf 32 Mannschaften und eine Verdopplung des Preisgelds, nachdem sich FIFA-Präsident Gianni Infantino nach der Weltmeisterschaft 2019 dafür ausgesprochen hatte.

## Bewerbungen und Vergabe
Elf Verbände hatten ihr Interesse an einer Austragung offiziell bekundet. Dabei gab es zunächst neun Einzelbewerbungen und zwei Gemeinschaftsbewerbungen (die beiden koreanischen Fußballverbände, sowie Australien mit Neuseeland). Für alle diese Länder wäre es die erste Ausrichtung einer Fußballweltmeisterschaft der Frauen gewesen:
Zuletzt bestehende Bewerbungen
- Australien (Football Federation Australia) /  Neuseeland (New Zealand Football); gemeinsame Bewerbung (AFC bzw. OFC)
- Kolumbien (Federación Colombiana de Fútbol; CONMEBOL)

Zwischenzeitlich zurückgezogene Bewerbungen
- Argentinien (Asociación del Fútbol Argentino; CONMEBOL)
- Brasilien (Confederação Brasileira de Futebol; CONMEBOL)
- Japan (Japan Football Association; AFC)
- Nordkorea (DPR Korea Football Association) /  Südkorea (Korea Football Association); gemeinsame Bewerbung (AFC)
- Südafrika (South African Football Association; CAF)

Ausgeschiedene Bewerbungen
- Belgien (Königlicher Belgischer Fußballverband; UEFA)
- Bolivien (Federación Boliviana de Fútbol; CONMEBOL)

Laut FIFA sollte die WM nicht direkt nacheinander in derselben Konföderation stattfinden. Da die WM 2019 in Frankreich ausgetragen wurde, kam eine Bewerbung aus Europa (UEFA) für die WM 2023 somit nicht in Frage. Dennoch hatte auch der belgische Verband sein Interesse bekundet.
Am 3. September 2019 bestätigte die FIFA neun Bewerberverbände (d. h. sieben Bewerbungen) für die Austragung der Weltmeisterschaft. Belgien und Bolivien waren nicht mehr im Rennen. Bis zum 13. Dezember reichten die Verbände aus Australien/Neuseeland (gemeinsame Bewerbung), Brasilien, Kolumbien und Japan den unterzeichneten Veranstaltungsvertrag sowie alle weiteren Bewerbungs- und Veranstaltungsdokumente bei der FIFA ein. Im Januar und Februar 2020 wurden Inspektionen des Weltverbandes bei den Bewerberverbänden durchgeführt. Anfang Juni 2020 zog der Brasilianische Fußballverband seine Bewerbung wegen der COVID-19-Pandemie zurück, ebenso wie am 22. Juni Japan.
Die endgültige Bekanntgabe des Ausrichters war für den 25. Juni 2020 angesetzt. Der FIFA-Rat, der aus 35 Funktionären zusammengesetzt ist, sprach sich mit 22 Stimmen für die gemeinsame Bewerbung Australiens und Neuseelands aus. Für die andere verbliebene Bewerbung Kolumbiens votierten 13 Mitglieder.

## Austragungsorte
Am 1. April 2021 wurden die folgenden zehn Stadien in neun Städten als Austragungsorte benannt, davon vier in Neuseeland. Gestrichen wurden das Newcastle Stadium, der York Park in Launceston (beide in Australien) und das Christchurch Stadium (in Neuseeland).
Die Spiele der Gruppen B, D, F und H werden in Australien ausgetragen, die Spiele der Gruppen A, C, E und G in Neuseeland. Dadurch können (bis auf das Achtelfinale 3 und 4) alle Nationen ihre Spiele bis zum Finale bzw. dem Spiel um Platz 3 im selben Land austragen und müssen nicht zwischenzeitlich in das jeweils andere Land reisen.

### Australien
| Perth |

| Melbourne |

| Sydney |

| Brisbane |

| Adelaide |

| Perth |

| Melbourne |

| Sydney |

| Brisbane |

| Adelaide |

### Neuseeland
| Auckland |

| Dunedin |

| Hamilton |

| Wellington |

| Auckland |

| Dunedin |

| Hamilton |

| Wellington |

## Qualifikation
Die Aufteilung der Startplätze wurde von der FIFA am 24. Dezember 2020 bekannt gegeben, wobei die beiden Co-Gastgeber einen ihrer Konföderation direkt zugeteilten Startplatz erhalten:
| 12 aus Europa                          | Dänemark               | Deutschland | England   | Frankreich   | Irland*  | Italien  |
| 12 aus Europa                          | Niederlande            | Norwegen    | Portugal* | Schweden     | Schweiz  | Spanien  |
| 3 aus Südamerika                       | Argentinien            | Brasilien   | Kolumbien |              |          |          |
| 6 aus Nord-, Mittelamerika und Karibik | Costa Rica             | Haiti*      | Jamaika   | Kanada       | Panama*  | USA      |
| 4 aus Afrika                           | Marokko*               | Nigeria     | Sambia*   | Südafrika    |          |          |
| 6 aus Asien                            | Australien (Gastgeber) | China       | Japan     | Philippinen* | Südkorea | Vietnam* |
| 1 aus Ozeanien                         | Neuseeland (Gastgeber) |             |           |              |          |          |

* Jeweils erstmalige Teilnahme

Übersicht über die qualifizierten Nationen (blau) und die nicht-qualifizierten Nationen (gelb); in schwarz die nicht an der Qualifikation Teilnehmenden und in grau die Verbände, die zum Beginn der Qualifikation noch keine Frauen-Mannschaft hatten.

Am interkontinentalen Play-off-Turnier nahmen je zwei Mannschaften aus Afrika, Asien, der CONCACAF und Südamerika, sowie je eine Mannschaft aus Europa und Ozeanien teil. Sie wurden in drei Gruppen, zwei Dreier- und eine Vierergruppe, aufgeteilt; deren jeweilige Sieger qualifizierten sich für die Weltmeisterschaft. Hierbei wurde innerhalb der einzelnen Gruppen ein K.-o.-Turnier gespielt. Bei der Aufteilung der Gruppen wurden Teilnehmer aus derselben Konföderation getrennt gehalten. Die vier in der FIFA-Weltrangliste höchstplatzierten teilnehmenden Mannschaften waren gesetzt. In Gruppe 1 und 2 spielten zunächst je zwei ungesetzte Mannschaften gegeneinander, die Sieger dieser Begegnungen durften dann gegen die Nummer 1 bzw. Nummer 2 der Setzliste um einen Platz beim Finalturnier spielen. In Gruppe 3 spielten die Nummern 3 und 4 der Setzliste zunächst ein Halbfinale gegen zwei ungesetzte Teams, die Sieger dieser Begegnungen spielten dann den letzten Platz beim Finalturnier aus.
Das Turnier fand vom 18. bis 23. Februar 2023 in Neuseeland statt und sollte auch als Generalprobe für die WM dienen, wobei das Team aus Neuseeland zu Freundschaftsspielen gegen die gesetzte Mannschaft der Gruppe 1 und die eingeladene, bereits für die WM qualifizierte Mannschaft aus Argentinien antrat. Mit Haiti und Panama sowie Portugal setzten sich drei Mannschaften durch, die noch nie für eine WM der Frauen qualifiziert waren, und von denen nur Portugal gesetzt war. Die CONCACAF stellt damit zusammen mit der AFC nach der UEFA das zweitgrößte Kontingent und diese drei Verbände sowie Afrika je zwei Neulinge.

## Auslosung
Für die am 22. Oktober 2022 in Auckland (Neuseeland) durchgeführte Auslosung wurden die qualifizierten Mannschaften anhand der FIFA-Weltrangliste vom 13. Oktober 2022 auf vier Töpfe aufgeteilt. Für die drei zu dem Zeitpunkt noch nicht bekannten Sieger der interkontinentalen Play-offs, die erst im Februar 2023 feststanden, befanden sich drei Platzhalter im Topf 4.
Mit Ausnahme der UEFA (maximal zwei, was in den Gruppen A, D, E und G der Fall ist) konnten keine Mannschaften aus derselben Konföderation in dieselbe Gruppe gelost werden. Da jedoch jede der drei Play-off-Gruppen mehrere Konföderationen umfasste und die Sieger erst später ermittelt wurden, war es möglich, dass ein Teilnehmer in eine Gruppe gelost wurde, in der sich bereits eine Mannschaft derselben Konföderation befand. Dies war allerdings nur möglich, falls sich eine der ungesetzten Mannschaften in der jeweiligen Play-off-Gruppe durchsetzen würde, was zwei der sechs Teams schafften (Haiti, Panama). So spielen in der Vorrundengruppe F zwei CONCACAF-Teams (Jamaika, Panama).
| Topf 1      | Topf 2      | Topf 3      | Topf 4                                                            |
| ----------- | ----------- | ----------- | ----------------------------------------------------------------- |
| Neuseeland  | Kanada      | Dänemark    | Nigeria                                                           |
| Australien  | Niederlande | Schweiz     | Philippinen                                                       |
| USA         | Brasilien   | Irland      | Südafrika                                                         |
| Schweden    | Japan       | Kolumbien   | Marokko                                                           |
| Deutschland | Norwegen    | Argentinien | Sambia                                                            |
| England     | Italien     | Vietnam     | Play-off-Sieger A (Portugal* – Kamerun : Thailand)                |
| Frankreich  | China       | Costa Rica  | Play-off-Sieger B (Chile – Senegal : Haiti*)                      |
| Spanien     | Südkorea    | Jamaika     | Play-off-Sieger C (Taiwan : Paraguay – Papua-Neuguinea : Panama*) |

- Ungesetzte Teams im Play-off kursiv, Mannschaften mit * haben sich später qualifiziert

Die Auslosung ergab folgende Gruppen:
| Gruppe A         | Gruppe B        | Gruppe C        | Gruppe D      | Gruppe E        | Gruppe F       | Gruppe G         | Gruppe H        |
| ---------------- | --------------- | --------------- | ------------- | --------------- | -------------- | ---------------- | --------------- |
| Neuseeland (26)  | Australien (10) | Spanien (6)     | England (4)   | USA (1)         | Frankreich (5) | Schweden (3)     | Deutschland (2) |
| Norwegen (12)    | Irland (22)     | Costa Rica (36) | Haiti (53)    | Vietnam (32)    | Jamaika (43)   | Südafrika (54)   | Marokko (72)    |
| Philippinen (46) | Nigeria (40)    | Sambia (77)     | Dänemark (13) | Niederlande (9) | Brasilien (8)  | Italien (16)     | Kolumbien (25)  |
| Schweiz (20)     | Kanada (7)      | Japan (11)      | China (14)    | Portugal (21)   | Panama (52)    | Argentinien (28) | Südkorea (17)   |

Anmerkung: In Klammern Position in der FIFA-Weltrangliste vor der WM.

## Unterkünfte
Die qualifizierten Mannschaften wurden an folgenden Orten untergebracht (je 16 in jedem der beiden Gastgeberländer):
| Perth |

| Melbourne |

|  |

| Brisbane |

| Adelaide |

| Werribee |

|  |

|  |

|  |

| Perth |

| Melbourne |

|  |

| Brisbane |

| Adelaide |

| Werribee |

|  |

|  |

|  |

| Perth |

| Melbourne |

|  |

| Brisbane |

| Adelaide |

| Werribee |

|  |

|  |

|  |

| Perth |

| Melbourne |

|  |

| Brisbane |

| Adelaide |

| Werribee |

|  |

|  |

|  |

| Wyong |

| Terrigal |

| Campbelltown |

| Sydney |

| Wyong |

| Terrigal |

| Campbelltown |

| Sydney |

| Wyong |

| Terrigal |

| Campbelltown |

| Sydney |

| Wyong |

| Terrigal |

| Campbelltown |

| Sydney |

| Auckland |

| Hamilton |

| Wellington |

| Christchurch |

| Tauranga |

| Dunedin |

| Palmerston North |

| Auckland |

| Hamilton |

| Wellington |

| Christchurch |

| Tauranga |

| Dunedin |

| Palmerston North |

| Auckland |

| Hamilton |

| Wellington |

| Christchurch |

| Tauranga |

| Dunedin |

| Palmerston North |

| Auckland |

| Hamilton |

| Wellington |

| Christchurch |

| Tauranga |

| Dunedin |

| Palmerston North |

## Vorrunde
Der Spielplan wurde von der FIFA am 1. Dezember 2021 veröffentlicht. Die Auslosung der Vorrundengruppen hat am 22. Oktober 2022 in Auckland stattgefunden. Zunächst sollte die erste Partie von Gastgeber Australien gegen Irland in Gruppe B im Sydney Football Stadium stattfinden. Aufgrund des großen Zuschauerinteresses wurde sie Ende Januar 2023 ins Stadium Australia verlegt.
Die Platzierungen in einer Gruppe werden nach folgenden Kriterien aufgelöst:
- 1. Punkte
- 2. Tordifferenz in allen Spielen
- 3. geschossene Tore in allen Spielen
- 4.–6. wie 1.–3., aber nur in den Spielen der punktgleichen Mannschaften untereinander
- 7. Fair-Play-Punkte (gelbe Karte −1, gelb-rot −3, rot −4, gelb und rot −5)
- 8. Losentscheid

Die beiden nach allen Spielen Erstplatzierten (grün unterlegt) erreichten das Achtelfinale und sind fett geschrieben.

### Gruppe A
| Pl. | Land        | Sp. | S | U | N | Tore    | Diff. | Punkte |
| --- | ----------- | --- | - | - | - | ------- | ----- | ------ |
| 1.  | Schweiz     | 3   | 1 | 2 | 0 | 002:000 | +2    | 05     |
| 2.  | Norwegen    | 3   | 1 | 1 | 1 | 006:100 | +5    | 04     |
| 3.  | Neuseeland  | 3   | 1 | 1 | 1 | 001:100 | ±0    | 04     |
| 4.  | Philippinen | 3   | 1 | 0 | 2 | 001:800 | −7    | 03     |

|                                                               |   |             |           |
| Do., 20. Juli 2023, 19:00 Uhr* (09:00 Uhr MESZ) in Auckland   |   |             |           |
| Neuseeland                                                    | – | Norwegen    | 1:0 (0:0) |
| Fr., 21. Juli 2023, 17:00 Uhr* (07:00 Uhr MESZ) in Dunedin    |   |             |           |
| Philippinen                                                   | – | Schweiz     | 0:2 (0:1) |
| Di., 25. Juli 2023, 17:30 Uhr* (07:30 Uhr MESZ) in Wellington |   |             |           |
| Neuseeland                                                    | – | Philippinen | 0:1 (0:1) |
| Di., 25. Juli 2023, 20:00 Uhr* (10:00 Uhr MESZ) in Hamilton   |   |             |           |
| Schweiz                                                       | – | Norwegen    | 0:0       |
| So., 30. Juli 2023, 19:00 Uhr* (09:00 Uhr MESZ) in Auckland   |   |             |           |
| Norwegen                                                      | – | Philippinen | 6:0 (3:0) |
| So., 30. Juli 2023, 19:00 Uhr* (09:00 Uhr MESZ) in Dunedin    |   |             |           |
| Schweiz                                                       | – | Neuseeland  | 0:0       |

*: alle Anstoßzeiten in Ortszeit

### Gruppe B
| Pl. | Land       | Sp. | S | U | N | Tore    | Diff. | Punkte |
| --- | ---------- | --- | - | - | - | ------- | ----- | ------ |
| 1.  | Australien | 3   | 2 | 0 | 1 | 007:300 | +4    | 06     |
| 2.  | Nigeria    | 3   | 1 | 2 | 0 | 003:200 | +1    | 05     |
| 3.  | Kanada     | 3   | 1 | 1 | 1 | 002:500 | −3    | 04     |
| 4.  | Irland     | 3   | 0 | 1 | 2 | 001:300 | −2    | 01     |

|                                                              |   |            |           |
| Do., 20. Juli 2023, 20:00 Uhr* (12:00 Uhr MESZ) in Sydney    |   |            |           |
| Australien                                                   | – | Irland     | 1:0 (0:0) |
| Fr., 21. Juli 2023, 12:30 Uhr* (04:30 Uhr MESZ) in Melbourne |   |            |           |
| Nigeria                                                      | – | Kanada     | 0:0       |
| Mi., 26. Juli 2023, 20:00 Uhr* (14:00 Uhr MESZ) in Perth     |   |            |           |
| Kanada                                                       | – | Irland     | 2:1 (1:1) |
| Do., 27. Juli 2023, 20:00 Uhr* (12:00 Uhr MESZ) in Brisbane  |   |            |           |
| Australien                                                   | – | Nigeria    | 2:3 (1:1) |
| Mo., 31. Juli 2023, 20:00 Uhr* (12:00 Uhr MESZ) in Brisbane  |   |            |           |
| Irland                                                       | – | Nigeria    | 0:0       |
| Mo., 31. Juli 2023, 20:00 Uhr* (12:00 Uhr MESZ) in Melbourne |   |            |           |
| Kanada                                                       | – | Australien | 0:4 (0:2) |

*: alle Anstoßzeiten in Ortszeit

### Gruppe C
| Pl. | Land       | Sp. | S | U | N | Tore    | Diff. | Punkte |
| --- | ---------- | --- | - | - | - | ------- | ----- | ------ |
| 1.  | Japan      | 3   | 3 | 0 | 0 | 011:000 | +11   | 09     |
| 2.  | Spanien    | 3   | 2 | 0 | 1 | 008:400 | +4    | 06     |
| 3.  | Sambia     | 3   | 1 | 0 | 2 | 003:110 | −8    | 03     |
| 4.  | Costa Rica | 3   | 0 | 0 | 3 | 001:800 | −7    | 0      |

|                                                               |   |            |           |
| Fr., 21. Juli 2023, 19:30 Uhr* (09:30 Uhr MESZ) in Wellington |   |            |           |
| Spanien                                                       | – | Costa Rica | 3:0 (3:0) |
| Sa., 22. Juli 2023, 19:00 Uhr* (09:00 Uhr MESZ) in Hamilton   |   |            |           |
| Sambia                                                        | – | Japan      | 0:5 (0:1) |
| Mi., 26. Juli 2023, 17:00 Uhr* (07:00 Uhr MESZ) in Dunedin    |   |            |           |
| Japan                                                         | – | Costa Rica | 2:0 (2:0) |
| Mi., 26. Juli 2023, 19:30 Uhr* (09:30 Uhr MESZ) in Auckland   |   |            |           |
| Spanien                                                       | – | Sambia     | 5:0 (2:0) |
| Mo., 31. Juli 2023, 19:00 Uhr* (09:00 Uhr MESZ) in Hamilton   |   |            |           |
| Costa Rica                                                    | – | Sambia     | 1:3 (0:2) |
| Mo., 31. Juli 2023, 19:00 Uhr* (09:00 Uhr MESZ) in Wellington |   |            |           |
| Japan                                                         | – | Spanien    | 4:0 (3:0) |

*: alle Anstoßzeiten in Ortszeit

### Gruppe D
| Pl. | Land     | Sp. | S | U | N | Tore    | Diff. | Punkte |
| --- | -------- | --- | - | - | - | ------- | ----- | ------ |
| 1.  | England  | 3   | 3 | 0 | 0 | 008:100 | +7    | 09     |
| 2.  | Dänemark | 3   | 2 | 0 | 1 | 003:100 | +2    | 06     |
| 3.  | China    | 3   | 1 | 0 | 2 | 002:700 | −5    | 03     |
| 4.  | Haiti    | 3   | 0 | 0 | 3 | 000:400 | −4    | 0      |

|                                                              |   |          |           |
| Sa., 22. Juli 2023, 19:30 Uhr* (11:30 Uhr MESZ) in Brisbane  |   |          |           |
| England                                                      | – | Haiti    | 1:0 (1:0) |
| Sa., 22. Juli 2023, 20:00 Uhr* (14:00 Uhr MESZ) in Perth     |   |          |           |
| Dänemark                                                     | – | China    | 1:0 (0:0) |
| Fr., 28. Juli 2023, 18:30 Uhr* (10:30 Uhr MESZ) in Sydney    |   |          |           |
| England                                                      | – | Dänemark | 1:0 (1:0) |
| Fr., 28. Juli 2023, 20:30 Uhr* (13:00 Uhr MESZ) in Adelaide  |   |          |           |
| China                                                        | – | Haiti    | 1:0 (0:0) |
| Di., 1. August 2023, 19:00 Uhr* (13:00 Uhr MESZ) in Perth    |   |          |           |
| Haiti                                                        | – | Dänemark | 0:2 (0:1) |
| Di., 1. August 2023, 20:30 Uhr* (13:00 Uhr MESZ) in Adelaide |   |          |           |
| China                                                        | – | England  | 1:6 (0:3) |

*: alle Anstoßzeiten in Ortszeit

### Gruppe E
| Pl. | Land        | Sp. | S | U | N | Tore    | Diff. | Punkte |
| --- | ----------- | --- | - | - | - | ------- | ----- | ------ |
| 1.  | Niederlande | 3   | 2 | 1 | 0 | 009:100 | +8    | 07     |
| 2.  | USA         | 3   | 1 | 2 | 0 | 004:100 | +3    | 05     |
| 3.  | Portugal    | 3   | 1 | 1 | 1 | 002:100 | +1    | 04     |
| 4.  | Vietnam     | 3   | 0 | 0 | 3 | 000:120 | −12   | 0      |

|                                                               |   |             |           |
| Sa., 22. Juli 2023, 13:00 Uhr* (03:00 Uhr MESZ) in Auckland   |   |             |           |
| USA                                                           | – | Vietnam     | 3:0 (2:0) |
| So., 23. Juli 2023, 19:30 Uhr* (09:30 Uhr MESZ) in Dunedin    |   |             |           |
| Niederlande                                                   | – | Portugal    | 1:0 (1:0) |
| Do., 27. Juli 2023, 13:00 Uhr* (03:00 Uhr MESZ) in Wellington |   |             |           |
| USA                                                           | – | Niederlande | 1:1 (0:1) |
| Do., 27. Juli 2023, 19:30 Uhr* (09:30 Uhr MESZ) in Hamilton   |   |             |           |
| Portugal                                                      | – | Vietnam     | 2:0 (2:0) |
| Di., 1. August 2023, 19:00 Uhr* (09:00 Uhr MESZ) in Dunedin   |   |             |           |
| Vietnam                                                       | – | Niederlande | 0:7 (0:5) |
| Di., 1. August 2023, 19:00 Uhr* (09:00 Uhr MESZ) in Auckland  |   |             |           |
| Portugal                                                      | – | USA         | 0:0       |

*: alle Anstoßzeiten in Ortszeit

### Gruppe F
| Pl. | Land       | Sp. | S | U | N | Tore    | Diff. | Punkte |
| --- | ---------- | --- | - | - | - | ------- | ----- | ------ |
| 1.  | Frankreich | 3   | 2 | 1 | 0 | 008:400 | +4    | 07     |
| 2.  | Jamaika    | 3   | 1 | 2 | 0 | 001:000 | +1    | 05     |
| 3.  | Brasilien  | 3   | 1 | 1 | 1 | 005:200 | +3    | 04     |
| 4.  | Panama     | 3   | 0 | 0 | 3 | 003:110 | −8    | 0      |

|                                                               |   |            |           |
| So., 23. Juli 2023, 20:00 Uhr* (12:00 Uhr MESZ) in Sydney     |   |            |           |
| Frankreich                                                    | – | Jamaika    | 0:0       |
| Mo., 24. Juli 2023, 20:30 Uhr* (13:00 Uhr MESZ) in Adelaide   |   |            |           |
| Brasilien                                                     | – | Panama     | 4:0 (2:0) |
| Sa., 29. Juli 2023, 20:00 Uhr* (12:00 Uhr MESZ) in Brisbane   |   |            |           |
| Frankreich                                                    | – | Brasilien  | 2:1 (1:0) |
| Sa., 29. Juli 2023, 20:30 Uhr* (14:30 Uhr MESZ) in Perth      |   |            |           |
| Panama                                                        | – | Jamaika    | 0:1 (0:0) |
| Mi., 2. August 2023, 20:00 Uhr* (12:00 Uhr MESZ) in Melbourne |   |            |           |
| Jamaika                                                       | – | Brasilien  | 0:0       |
| Mi., 2. August 2023, 20:00 Uhr* (12:00 Uhr MESZ) in Sydney    |   |            |           |
| Panama                                                        | – | Frankreich | 3:6 (1:4) |

*: alle Anstoßzeiten in Ortszeit

### Gruppe G
| Pl. | Land        | Sp. | S | U | N | Tore    | Diff. | Punkte |
| --- | ----------- | --- | - | - | - | ------- | ----- | ------ |
| 1.  | Schweden    | 3   | 3 | 0 | 0 | 009:100 | +8    | 09     |
| 2.  | Südafrika   | 3   | 1 | 1 | 1 | 006:600 | ±0    | 04     |
| 3.  | Italien     | 3   | 1 | 0 | 2 | 003:800 | −5    | 03     |
| 4.  | Argentinien | 3   | 0 | 1 | 2 | 002:500 | −3    | 01     |

|                                                                |   |             |           |
| So., 23. Juli 2023, 17:00 Uhr* (07:00 Uhr MESZ) in Wellington  |   |             |           |
| Schweden                                                       | – | Südafrika   | 2:1 (0:0) |
| Mo., 24. Juli 2023, 18:00 Uhr* (08:00 Uhr MESZ) in Auckland    |   |             |           |
| Italien                                                        | – | Argentinien | 1:0 (0:0) |
| Fr., 28. Juli 2023, 12:00 Uhr* (02:00 Uhr MESZ) in Dunedin     |   |             |           |
| Argentinien                                                    | – | Südafrika   | 2:2 (0:1) |
| Sa., 29. Juli 2023, 19:30 Uhr* (09:30 Uhr MESZ) in Wellington  |   |             |           |
| Schweden                                                       | – | Italien     | 5:0 (3:0) |
| Mi., 2. August 2023, 19:00 Uhr* (09:00 Uhr MESZ) in Wellington |   |             |           |
| Südafrika                                                      | – | Italien     | 3:2 (1:1) |
| Mi., 2. August 2023, 19:00 Uhr* (09:00 Uhr MESZ) in Hamilton   |   |             |           |
| Argentinien                                                    | – | Schweden    | 0:2 (0:0) |

*: alle Anstoßzeiten in Ortszeit

### Gruppe H
| Pl. | Land        | Sp. | S | U | N | Tore    | Diff. | Punkte |
| --- | ----------- | --- | - | - | - | ------- | ----- | ------ |
| 1.  | Kolumbien   | 3   | 2 | 0 | 1 | 004:200 | +2    | 06     |
| 2.  | Marokko     | 3   | 2 | 0 | 1 | 002:600 | −4    | 06     |
| 3.  | Deutschland | 3   | 1 | 1 | 1 | 008:300 | +5    | 04     |
| 4.  | Südkorea    | 3   | 0 | 1 | 2 | 001:400 | −3    | 01     |

|                                                              |   |             |           |
| Mo., 24. Juli 2023, 18:30 Uhr* (10:30 Uhr MESZ) in Melbourne |   |             |           |
| Deutschland                                                  | – | Marokko     | 6:0 (2:0) |
| Di., 25. Juli 2023, 12:00 Uhr* (04:00 Uhr MESZ) in Sydney    |   |             |           |
| Kolumbien                                                    | – | Südkorea    | 2:0 (2:0) |
| So., 30. Juli 2023, 14:00 Uhr* (06:30 Uhr MESZ) in Adelaide  |   |             |           |
| Südkorea                                                     | – | Marokko     | 0:1 (0:1) |
| So., 30. Juli 2023, 19:30 Uhr* (11:30 Uhr MESZ) in Sydney    |   |             |           |
| Deutschland                                                  | – | Kolumbien   | 1:2 (0:0) |
| Do., 3. August 2023, 18:00 Uhr* (12:00 Uhr MESZ) in Perth    |   |             |           |
| Marokko                                                      | – | Kolumbien   | 1:0 (1:0) |
| Do., 3. August 2023, 20:00 Uhr* (12:00 Uhr MESZ) in Brisbane |   |             |           |
| Südkorea                                                     | – | Deutschland | 1:1 (1:1) |

*: alle Anstoßzeiten in Ortszeit

## Finalrunde

### Spielplan
Insgesamt ermittelten beide Turnierbäume bzw. Turnierhälften jeweils einen Finalisten. Da bis zum Halbfinale die Gruppen B, D, F und H in Australien und die Gruppen A, C, E und G in Neuseeland spielten (bis auf die Teilnehmer der Gruppen E und G, die im Achtelfinale von Neuseeland nach Australien wechselten), hatte das die Auswirkung auf den Spielplan, dass Gruppenerster und Gruppenzweiter einer Gruppe bei jeweils siegreichen Achtel- und Viertelfinalspielen bereits im Halbfinale erneut aufeinander getroffen wären (bei internationalen Turnieren mit nur einem Gastgeber sonst in der Regel erst wieder im Finale) – was aber nicht geschah.
|  | Achtelfinale | Achtelfinale |            |            | Viertelfinale    | Viertelfinale |  |  | Halbfinale | Halbfinale |  |  | Finale | Finale |
|  |              |              |            |            |                  |               |  |  |            |            |  |  |        |        |
|  |              |              |            |            |                  |               |  |  |            |            |  |  |        |        |
|  | Schweiz      | 1            |            |            |                  |               |  |  |            |            |  |  |        |        |
|  | Schweiz      | 1            |            |            |                  |               |  |  |            |            |  |  |        |        |
|  | Spanien      | 5            |            |            |                  |               |  |  |            |            |  |  |        |        |
|  | Spanien      | 5            | Spanien    | 02V        |                  |               |  |  |            |            |  |  |        |        |
|  |              |              | Spanien    | 02V        |                  |               |  |  |            |            |  |  |        |        |
|  |              | Niederlande  | 1          |            |                  |               |  |  |            |            |  |  |        |        |
|  | Niederlande  | Niederlande  | 1          | 2          |                  |               |  |  |            |            |  |  |        |        |
|  | Niederlande  |              |            | 2          |                  |               |  |  |            |            |  |  |        |        |
|  | Südafrika    | 0            |            |            |                  |               |  |  |            |            |  |  |        |        |
|  | Südafrika    | 0            | Spanien    | 2          |                  |               |  |  |            |            |  |  |        |        |
|  |              |              | Spanien    | 2          |                  |               |  |  |            |            |  |  |        |        |
|  |              | Schweden     | 1          |            |                  |               |  |  |            |            |  |  |        |        |
|  | Japan        | Schweden     | 1          | 3          |                  |               |  |  |            |            |  |  |        |        |
|  | Japan        |              |            | 3          |                  |               |  |  |            |            |  |  |        |        |
|  | Norwegen     | 1            |            |            |                  |               |  |  |            |            |  |  |        |        |
|  | Norwegen     | 1            | Japan      | 1          |                  |               |  |  |            |            |  |  |        |        |
|  |              |              | Japan      | 1          |                  |               |  |  |            |            |  |  |        |        |
|  |              | Schweden     | 2          |            |                  |               |  |  |            |            |  |  |        |        |
|  | Schweden     | Schweden     | 2          | 0 (5)E     |                  |               |  |  |            |            |  |  |        |        |
|  | Schweden     |              |            | 0 (5)E     |                  |               |  |  |            |            |  |  |        |        |
|  | USA          | 0 (4)        |            |            |                  |               |  |  |            |            |  |  |        |        |
|  | USA          | 0 (4)        | Spanien    | 1          |                  |               |  |  |            |            |  |  |        |        |
|  |              |              | Spanien    | 1          |                  |               |  |  |            |            |  |  |        |        |
|  |              | England      | 0          |            |                  |               |  |  |            |            |  |  |        |        |
|  | Australien   | England      | 0          | 2          |                  |               |  |  |            |            |  |  |        |        |
|  | Australien   |              |            | 2          |                  |               |  |  |            |            |  |  |        |        |
|  | Dänemark     | 0            |            |            |                  |               |  |  |            |            |  |  |        |        |
|  | Dänemark     | 0            | Australien | 0 (7)E     |                  |               |  |  |            |            |  |  |        |        |
|  |              |              | Australien | 0 (7)E     |                  |               |  |  |            |            |  |  |        |        |
|  |              | Frankreich   | 0 (6)      |            |                  |               |  |  |            |            |  |  |        |        |
|  | Frankreich   | Frankreich   | 0 (6)      | 4          |                  |               |  |  |            |            |  |  |        |        |
|  | Frankreich   |              |            | 4          |                  |               |  |  |            |            |  |  |        |        |
|  | Marokko      | 0            |            |            |                  |               |  |  |            |            |  |  |        |        |
|  | Marokko      | 0            | Australien | 1          |                  |               |  |  |            |            |  |  |        |        |
|  |              |              | Australien | 1          |                  |               |  |  |            |            |  |  |        |        |
|  |              | England      | 3          |            |                  |               |  |  |            |            |  |  |        |        |
|  | England      | England      | 3          | 0 (4)E     |                  |               |  |  |            |            |  |  |        |        |
|  | England      |              |            | 0 (4)E     |                  |               |  |  |            |            |  |  |        |        |
|  | Nigeria      | 0 (2)        |            |            |                  |               |  |  |            |            |  |  |        |        |
|  | Nigeria      | 0 (2)        | England    | 2          |                  |               |  |  |            |            |  |  |        |        |
|  |              |              | England    | 2          | Spiel um Platz 3 |               |  |  |            |            |  |  |        |        |
|  |              | Kolumbien    | 1          |            |                  |               |  |  |            |            |  |  |        |        |
|  | Kolumbien    | Kolumbien    | 1          | 1          | Schweden         | 2             |  |  |            |            |  |  |        |        |
|  | Kolumbien    |              |            | 1          | Schweden         | 2             |  |  |            |            |  |  |        |        |
|  | Jamaika      | 0            |            | Australien | 0                |               |  |  |            |            |  |  |        |        |

V Sieg nach Verlängerung

E Sieg im Elfmeterschießen

### Achtelfinale
|                                                                |   |           |                      |
| Sa., 5. August 2023, 17:00 Uhr* (07:00 Uhr MESZ) in Auckland   |   |           |                      |
| Schweiz                                                        | – | Spanien   | 1:5 (1:4)            |
| Sa., 5. August 2023, 20:00 Uhr* (10:00 Uhr MESZ) in Wellington |   |           |                      |
| Japan                                                          | – | Norwegen  | 3:1 (1:1)            |
| So., 6. August 2023, 12:00 Uhr* (04:00 Uhr MESZ) in Sydney     |   |           |                      |
| Niederlande                                                    | – | Südafrika | 2:0 (1:0)            |
| So., 6. August 2023, 19:00 Uhr* (11:00 Uhr MESZ) in Melbourne  |   |           |                      |
| Schweden                                                       | – | USA       | 0:0 n. V., 5:4 i. E. |
| Mo., 7. August 2023, 17:30 Uhr* (09:30 Uhr MESZ) in Brisbane   |   |           |                      |
| England                                                        | – | Nigeria   | 0:0 n. V., 4:2 i. E. |
| Mo., 7. August 2023, 20:30 Uhr* (12:30 Uhr MESZ) in Sydney     |   |           |                      |
| Australien                                                     | – | Dänemark  | 2:0 (1:0)            |
| Di., 8. August 2023, 18:00 Uhr* (10:00 Uhr MESZ) in Melbourne  |   |           |                      |
| Kolumbien                                                      | – | Jamaika   | 1:0 (0:0)            |
| Di., 8. August 2023, 20:30 Uhr* (13:00 Uhr MESZ) in Adelaide   |   |           |                      |
| Frankreich                                                     | – | Marokko   | 4:0 (3:0)            |

### Viertelfinale
|                                                                 |   |             |                      |
| Fr., 11. August 2023, 13:00 Uhr* (03:00 Uhr MESZ) in Wellington |   |             |                      |
| Spanien                                                         | – | Niederlande | 2:1 n. V. (1:1, 0:0) |
| Fr., 11. August 2023, 19:30 Uhr* (09:30 Uhr MESZ) in Auckland   |   |             |                      |
| Japan                                                           | – | Schweden    | 1:2 (0:1)            |
| Sa., 12. August 2023, 17:00 Uhr* (09:00 Uhr MESZ) in Brisbane   |   |             |                      |
| Australien                                                      | – | Frankreich  | 0:0 n. V., 7:6 i. E. |
| Sa., 12. August 2023, 20:30 Uhr* (12:30 Uhr MESZ) in Sydney     |   |             |                      |
| England                                                         | – | Kolumbien   | 2:1 (1:1)            |

### Halbfinale
|                                                               |   |          |           |
| Di., 15. August 2023, 20:00 Uhr* (10:00 Uhr MESZ) in Auckland |   |          |           |
| Spanien                                                       | – | Schweden | 2:1 (0:0) |
| Mi., 16. August 2023, 20:00 Uhr* (12:00 Uhr MESZ) in Sydney   |   |          |           |
| Australien                                                    | – | England  | 1:3 (0:1) |

*: alle Anstoßzeiten in Ortszeit

### Spiel um Platz 3
|                                                               |   |            |           |
| Sa., 19. August 2023, 18:00 Uhr* (10:00 Uhr MESZ) in Brisbane |   |            |           |
| Schweden                                                      | – | Australien | 2:0 (1:0) |

*: Anstoßzeit in Ortszeit

### Finale

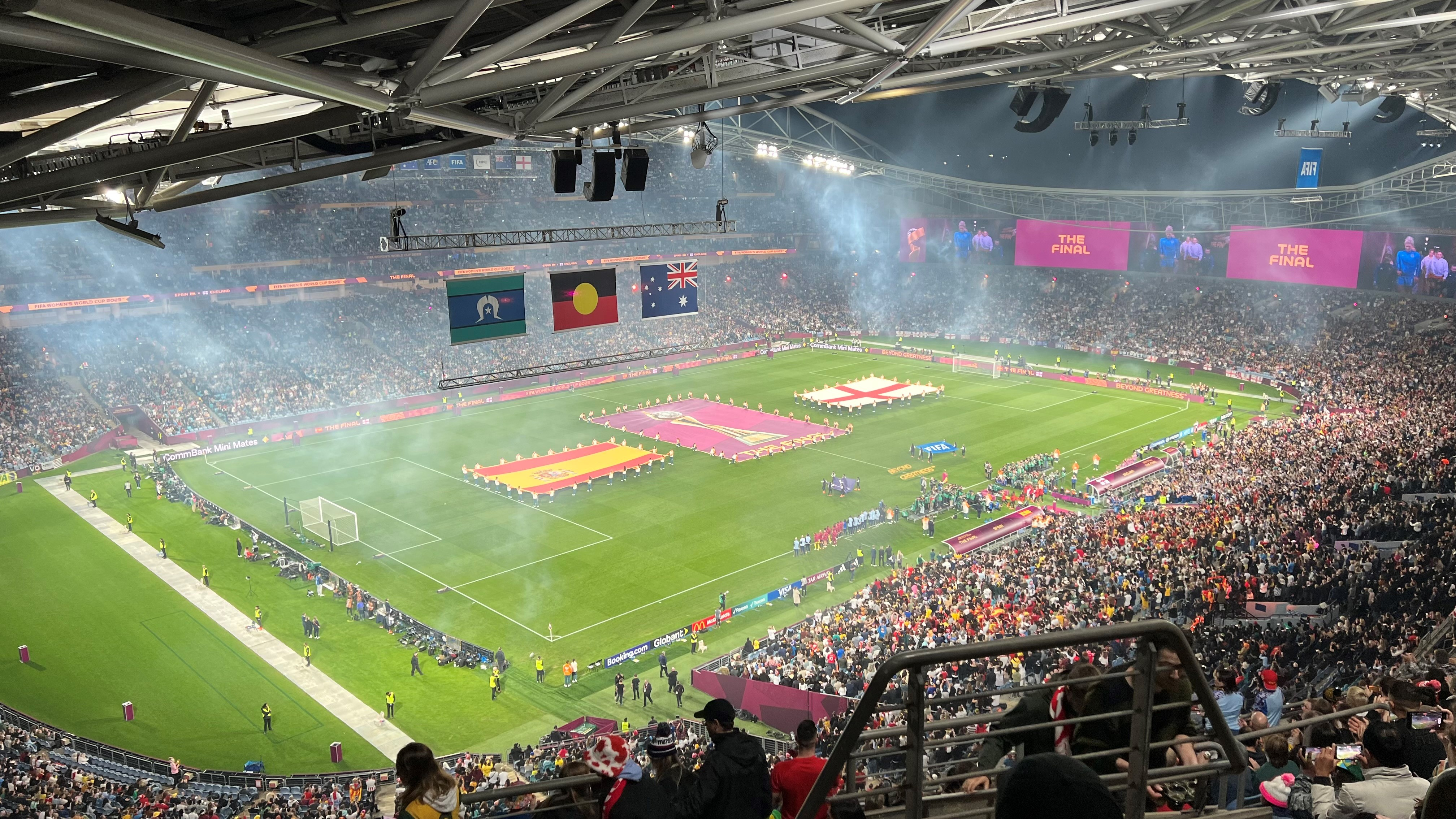
Vor dem WM-Finale

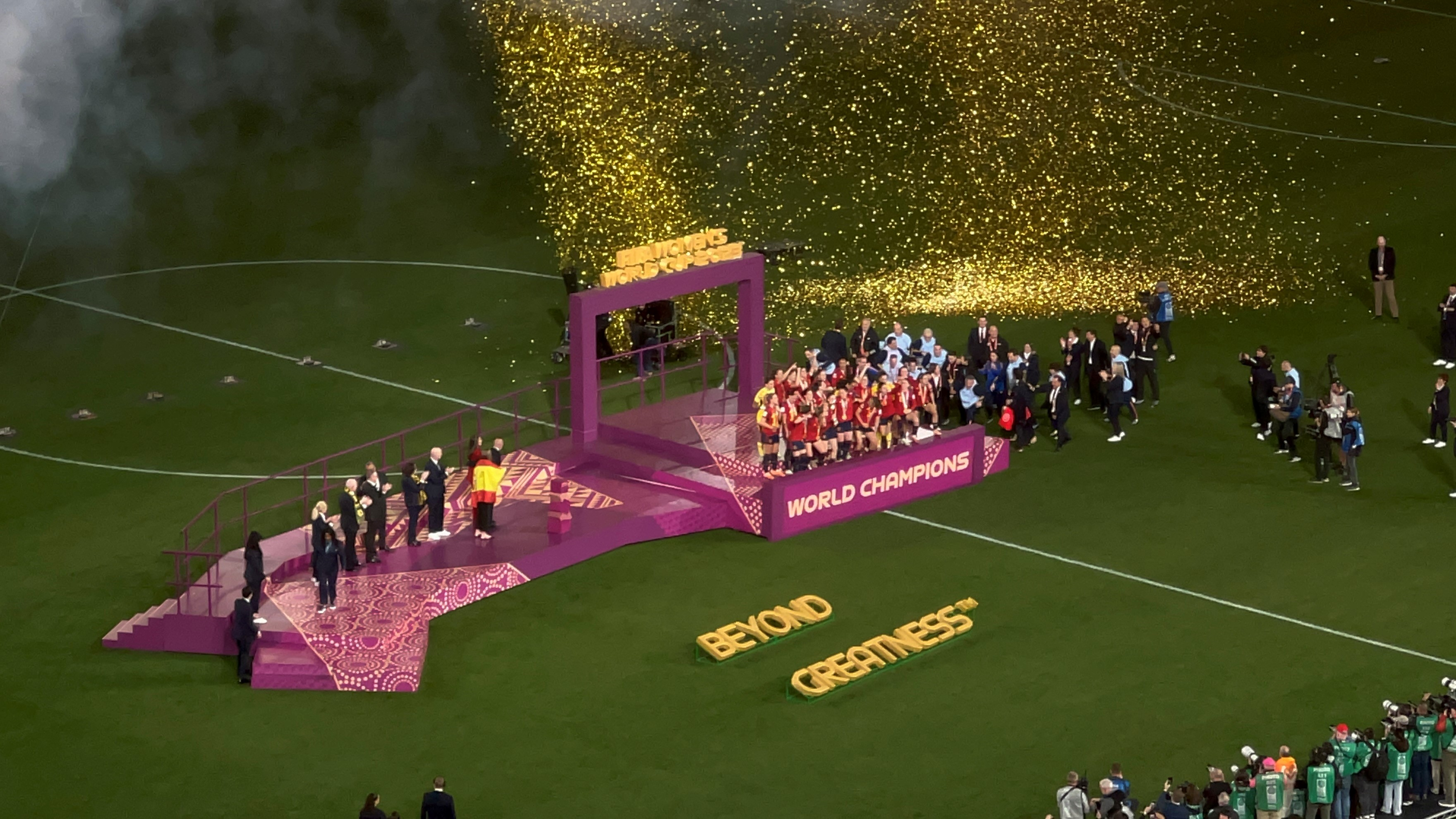
Siegerehrung

| Spanien                                                                           | Spanien | England | England |
| --------------------------------------------------------------------------------- | --- | --- | ------- |
| Spanien                                                                           | \| Finale \| \| So., 20. August 2023 um 20:00 Uhr* (12:00 Uhr MESZ) in Sydney (Stadium Australia) \| \| Ergebnis: 1:0 (1:0) \| \| Zuschauer: 75.784 \| \| Schiedsrichterin: Tori Penso ( USA) 1 \|                                                                 | \| Finale \| \| So., 20. August 2023 um 20:00 Uhr* (12:00 Uhr MESZ) in Sydney (Stadium Australia) \| \| Ergebnis: 1:0 (1:0) \| \| Zuschauer: 75.784 \| \| Schiedsrichterin: Tori Penso ( USA) 1 \|                                                                 | England |
| Spanien                                                                           | Cata Coll – Ona Batlle, Irene Paredes, Laia Codina (73. Ivana Andrés), Olga Carmona – Teresa Abelleira, Aitana Bonmatí, Jennifer Hermoso – Alba Redondo (60. Oihane Hernández), Salma Paralluelo, Mariona Caldentey (90. Alexia Putellas) Cheftrainer: Jorge Vilda | Mary Earps – Jessica Carter, Millie Bright , Alex Greenwood – Lucy Bronze, Georgia Stanway, Keira Walsh, Rachel Daly (46. Chloe Kelly), Ella Toone (87. Beth England) – Alessia Russo (46. Lauren James), Lauren Hemp Cheftrainerin: Sarina Wiegman ( Niederlande) | England |
| Spanien                                                                           | 1:0 Carmona (29.) | | England |
| Spanien                                                                           | Paralluelo (78.) | Hemp (55.) | England |
| Spanien                                                                           | Earps hält Handelfmeter von Hermoso (70.) | | England |
| Spanien                                                                           | Spieler des Spiels: Olga Carmona (Spanien) | | England |
| Finale                                                                            | | |         |
| So., 20. August 2023 um 20:00 Uhr* (12:00 Uhr MESZ) in Sydney (Stadium Australia) | | |         |
| Ergebnis: 1:0 (1:0)                                                               | | |         |
| Zuschauer: 75.784                                                                 | | |         |
| Schiedsrichterin: Tori Penso ( USA) 1                                             | | |         |

## Beste Torschützinnen
Die Rangfolge entspricht den Kriterien des „Goldenen Schuhs“, wonach zuerst nach Toren, dann nach Vorlagen und zuletzt nach geringerer Spielzeit unterschieden wird. Aufgeführt sind alle Spielerinnen, die im Verlauf des Turniers mindestens drei Treffer erzielen konnten. Beste Torschützin des kompletten Wettbewerbs ist die nicht für die Endrunde qualifizierte Belgierin Tessa Wullaert mit 17 Toren. Hinata Miyazawa stellte den „Negativrekord“ ihrer Landsfrau Homare Sawa ein, die bei der WM 2011 ebenfalls mit nur fünf Toren Torschützenkönigin wurde. Miyazawa ist die erste Torschützenkönigin, die nicht mindestens das Spiel um Platz 3 erreichte.
- Siehe auch: Vollständige Liste

| Platz | Spielerin         | Tore | Vorlagen | Spielzeit 1 | Spiele | Strafstöße |
| ----- | ----------------- | ---- | -------- | ----------- | ------ | ---------- |
| 01    | Hinata Miyazawa   | 5    | 1        | 338         | 5      | 0          |
| 02    | Kadidiatou Diani  | 4    | 3        | 450         | 5      | 2          |
| 03    | Alexandra Popp    | 4    | 0        | 263         | 3      | 1          |
| 04    | Jill Roord        | 4    | 0        | 421         | 5      | 0          |
| 05    | Amanda Ilestedt   | 4    | 0        | 632         | 7      | 0          |
| 06    | Lauren James 2    | 3    | 3        | 331         | 5      | 0          |
| 07    | Aitana Bonmatí    | 3    | 2        | 585         | 7      | 0          |
| 08    | Jennifer Hermoso  | 3    | 2        | 647         | 7      | 0          |
| 09    | Ary Borges        | 3    | 1        | 207         | 3      | 0          |
| 10    | Alba Redondo      | 3    | 1        | 393         | 7      | 0          |
| 11    | Lauren Hemp       | 3    | 1        | 521         | 7      | 0          |
| 12    | Rebecka Blomqvist | 3    | 0        | 158         | 6      | 0          |
| 13    | Sophie Román Haug | 3    | 0        | 253         | 3      | 0          |
| 14    | Eugénie Le Sommer | 3    | 0        | 365         | 4      | 0          |
| 15    | Fridolina Rolfö   | 3    | 0        | 502         | 6      | 1          |
| 16    | Alessia Russo     | 3    | 0        | 526         | 7      | 0          |
| 17    | Hayley Raso       | 3    | 0        | 566         | 7      | 0          |

## Schiedsrichter
Der Weltverband FIFA nominierte insgesamt 33 Schiedsrichterinnen, 55 Schiedsrichterassistentinnen und 19 Video-Assistenten. Die Weltmeisterschaft 2023 war die erste, bei der weibliche Videoschiedsrichter zum Einsatz kamen. Sie machten sechs der insgesamt 19 nominierten VARs aus. Erstmals seit 2003 gehörte keine deutsche Hauptschiedsrichterin zum Aufgebot. Lediglich Katrin Rafalski wurde als Schiedsrichterassistentin nominiert. Zudem wurde der deutschsprachige Raum durch Esther Staubli, Susanne Küng und Marco Fritz als VAR vertreten. Stéphanie Frappart zog mit der Leitung des Viertelfinalspiels Spanien gegen die Niederlande, ihrer 11. WM-Spielleitung (davon ein Spiel bei der WM der Männer 2022), mit Ravshan Ermatov gleich, der zwischen 2010 und 2018 elf WM-Spiele der Männer geleitet hat.
| Verband  | Schiedsrichterin           | Spiele |    |   |   | 4. Off. | Assistentin 1          | Assistentin 2      | VARs |
| -------- | -------------------------- | ------ | -- | - | - | ------- | ---------------------- | ------------------ | --- |
| AFC      | Kate Jacewicz              | 2      | 8  | 0 | 0 | 0       | Kim Kyoung-min         | Joanna Charaktis   | Chris Beath 1 Abdulla al-Marri Muhammad Taqi                                                                                       |
| AFC      | Casey Reibelt              | 2      | 1  | 0 | 0 | 1       | Ramina Tsoi            | Xie Lijun          | Chris Beath 1 Abdulla al-Marri Muhammad Taqi                                                                                       |
| AFC      | Casey Reibelt              | 2      | 1  | 0 | 0 | 1       | Ramina Tsoi            | Heba Saadieh       | Chris Beath 1 Abdulla al-Marri Muhammad Taqi                                                                                       |
| AFC      | Yoshimi Yamashita          | 3      | 3  | 0 | 0 | 2       | Makoto Bozono 2        | Naomi Teshirogi    | Chris Beath 1 Abdulla al-Marri Muhammad Taqi                                                                                       |
| AFC      | Oh Hyeon-jeong             | 2      | 3  | 0 | 0 | 3       | Park Mi-suk            | Lee Seul-gi        | Chris Beath 1 Abdulla al-Marri Muhammad Taqi                                                                                       |
| AFC      | Oh Hyeon-jeong             | 2      | 3  | 0 | 0 | 3       | Park Mi-suk            | Makoto Bozono      | Chris Beath 1 Abdulla al-Marri Muhammad Taqi                                                                                       |
| AFC      | Kim Yu-jeong               | 0      | -  | - | - | 6       |                        |                    | Chris Beath 1 Abdulla al-Marri Muhammad Taqi                                                                                       |
| CAF      | Bouchra Karboubi           | 2      | 7  | 0 | 0 | 0       | Soukaina Hamdi         | Fatiha Jermoumi    | Adil Zourak |
| CAF      | Salima Mukansanga          | 2      | 3  | 0 | 0 | 0       | Queency Victoire       | Mary Njoroge       | Adil Zourak |
| CAF      | Akhona Makalima            | 0      | -  | - | - | 6       |                        |                    | Adil Zourak |
| CAF      | Vincentia Amedome          | 1      | 3  | 0 | 0 | 1       | Carine Atezambong      | Fanta Koné         | Adil Zourak |
| CONCACAF | Marie-Soleil Beaudoin      | 2      | 3  | 0 | 0 | 2       | Chantal Boudreau       | Stephanie Yee Sing | Carol Chénard Drew Fischer Tatiana Guzmán Armando Villarreal                                                                       |
| CONCACAF | Myriam Marcotte            | 0      | -  | - | - | 6       |                        |                    | Carol Chénard Drew Fischer Tatiana Guzmán Armando Villarreal                                                                       |
| CONCACAF | Marianela Araya            | 0      | -  | - | - | 5       |                        |                    | Carol Chénard Drew Fischer Tatiana Guzmán Armando Villarreal                                                                       |
| CONCACAF | Melissa Borjas             | 3      | 10 | 0 | 1 | 1       | Shirley Perelló        | Sandra Ramírez     | Carol Chénard Drew Fischer Tatiana Guzmán Armando Villarreal                                                                       |
| CONCACAF | Katia García               | 2      | 3  | 0 | 0 | 2       | Karen Díaz             | Enedina Caudillo   | Carol Chénard Drew Fischer Tatiana Guzmán Armando Villarreal                                                                       |
| CONCACAF | Ekaterina Koroleva         | 3      | 4  | 0 | 0 | 0       | Kathryn Nesbitt        | Felisha Mariscal   | Carol Chénard Drew Fischer Tatiana Guzmán Armando Villarreal                                                                       |
| CONCACAF | Tori Penso                 | 5      | 6  | 0 | 0 | 0       | Brooke Mayo            | Mijensa Rensch 3   | Carol Chénard Drew Fischer Tatiana Guzmán Armando Villarreal                                                                       |
| CONCACAF | Tori Penso                 | 5      | 6  | 0 | 0 | 0       | Brooke Mayo            | Kathryn Nesbitt    | Carol Chénard Drew Fischer Tatiana Guzmán Armando Villarreal                                                                       |
| CONMEBOL | Laura Fortunato            | 2      | 4  | 0 | 0 | 2       | Mariana de Almeida     | Daiana Milone      | Salomé di Iorio Daiane Muniz Nicolás Gallo Juan Soto                                                                               |
| CONMEBOL | Edina Alves                | 4      | 2  | 0 | 0 | 0       | Neuza Back             | Leila Moreira      | Salomé di Iorio Daiane Muniz Nicolás Gallo Juan Soto                                                                               |
| CONMEBOL | María Carvajal             | 3      | 4  | 1 | 0 | 1       | Leslie Vásquez         | Loreto Toloza 4    | Salomé di Iorio Daiane Muniz Nicolás Gallo Juan Soto                                                                               |
| CONMEBOL | María Carvajal             | 3      | 4  | 1 | 0 | 1       | Leslie Vásquez         | Mónica Amboya      | Salomé di Iorio Daiane Muniz Nicolás Gallo Juan Soto                                                                               |
| CONMEBOL | Anahí Fernández            | 0      | -  | - | - | 5       |                        |                    | Salomé di Iorio Daiane Muniz Nicolás Gallo Juan Soto                                                                               |
| CONMEBOL | Emikar Calderas Barrera    | 1      | 3  | 0 | 0 | 2       | Migdalía Rodríguez     | Mary Blanco        | Salomé di Iorio Daiane Muniz Nicolás Gallo Juan Soto                                                                               |
| OFC      | Anna-Marie Keighley        | 2      | 4  | 0 | 0 | 1       | Sarah Jones            | Maria Salamasina   | |
| UEFA     | Rebecca Welch              | 3      | 11 | 0 | 0 | 1       | Natalie Aspinall       | Anita Vad          | Ella de Vries Marco Fritz Sian Massey-Ellis Massimiliano Irrati Pol van Boekel Alejandro Hernández Hernández Juan Martínez Munuera |
| UEFA     | Lina Lehtovaara            | 1      | 3  | 0 | 1 | 3       | Chrysoula Kourompylia  | Karolin Kaivoja    | Ella de Vries Marco Fritz Sian Massey-Ellis Massimiliano Irrati Pol van Boekel Alejandro Hernández Hernández Juan Martínez Munuera |
| UEFA     | Stéphanie Frappart         | 4      | 7  | 0 | 0 | 0       | Manuela Nicolosi       | Élodie Coppola     | Ella de Vries Marco Fritz Sian Massey-Ellis Massimiliano Irrati Pol van Boekel Alejandro Hernández Hernández Juan Martínez Munuera |
| UEFA     | Maria Sole Ferrieri Caputi | 2      | 3  | 0 | 0 | 1       | Francesca Di Monte     | Mihaela Țepușă     | Ella de Vries Marco Fritz Sian Massey-Ellis Massimiliano Irrati Pol van Boekel Alejandro Hernández Hernández Juan Martínez Munuera |
| UEFA     | Ivana Martinčić            | 1      | 1  | 0 | 0 | 5       | Sanja Rođak-Karšić     | Karolin Kaivoja    | Ella de Vries Marco Fritz Sian Massey-Ellis Massimiliano Irrati Pol van Boekel Alejandro Hernández Hernández Juan Martínez Munuera |
| UEFA     | Iuliana Demetrescu         | 0      | -  | - | - | 5       |                        |                    | Ella de Vries Marco Fritz Sian Massey-Ellis Massimiliano Irrati Pol van Boekel Alejandro Hernández Hernández Juan Martínez Munuera |
| UEFA     | Tess Olofsson              | 2      | 1  | 1 | 0 | 2       | Lucie Ratajová         | Polyxeni Irodotou  | Ella de Vries Marco Fritz Sian Massey-Ellis Massimiliano Irrati Pol van Boekel Alejandro Hernández Hernández Juan Martínez Munuera |
| UEFA     | Esther Staubli             | 3      | 5  | 0 | 0 | 0       | Katrin Rafalski        | Susanne Küng       | Ella de Vries Marco Fritz Sian Massey-Ellis Massimiliano Irrati Pol van Boekel Alejandro Hernández Hernández Juan Martínez Munuera |
| UEFA     | Marta Huerta de Aza        | 1      | 2  | 0 | 1 | 2       | Guadalupe Porras Ayuso | Sanja Rođak-Karšić | Ella de Vries Marco Fritz Sian Massey-Ellis Massimiliano Irrati Pol van Boekel Alejandro Hernández Hernández Juan Martínez Munuera |
| UEFA     | Kateryna Monsul            | 2      | 6  | 0 | 0 | 0       | Maryna Strilezka       | Paulina Baranowska | Ella de Vries Marco Fritz Sian Massey-Ellis Massimiliano Irrati Pol van Boekel Alejandro Hernández Hernández Juan Martínez Munuera |
| UEFA     | Cheryl Foster              | 4      | 4  | 0 | 0 | 0       | Michelle O’Neill       | Franca Overtoom    | Ella de Vries Marco Fritz Sian Massey-Ellis Massimiliano Irrati Pol van Boekel Alejandro Hernández Hernández Juan Martínez Munuera |

## Umfeld

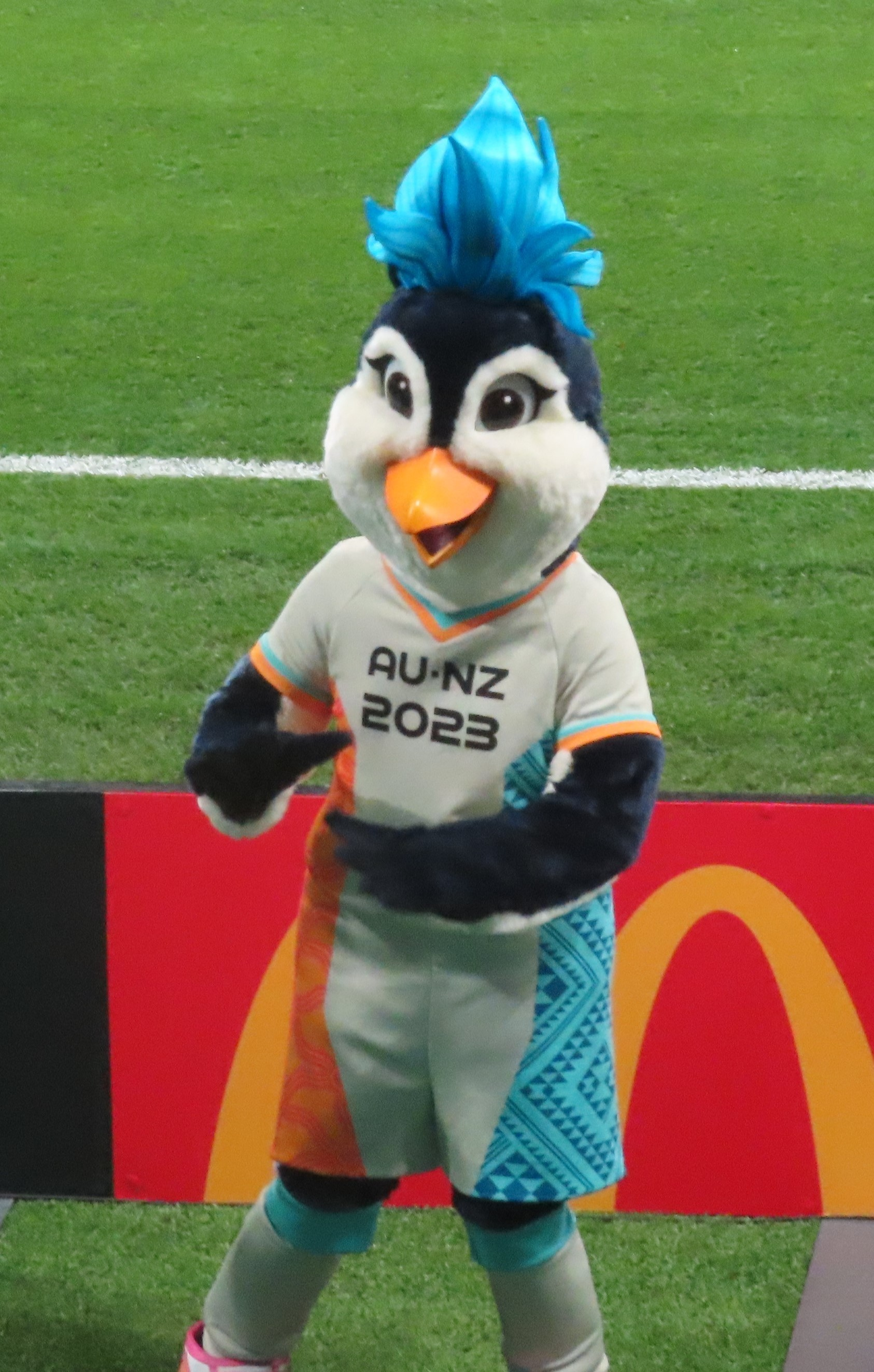
WM-Maskottchen Tazuni

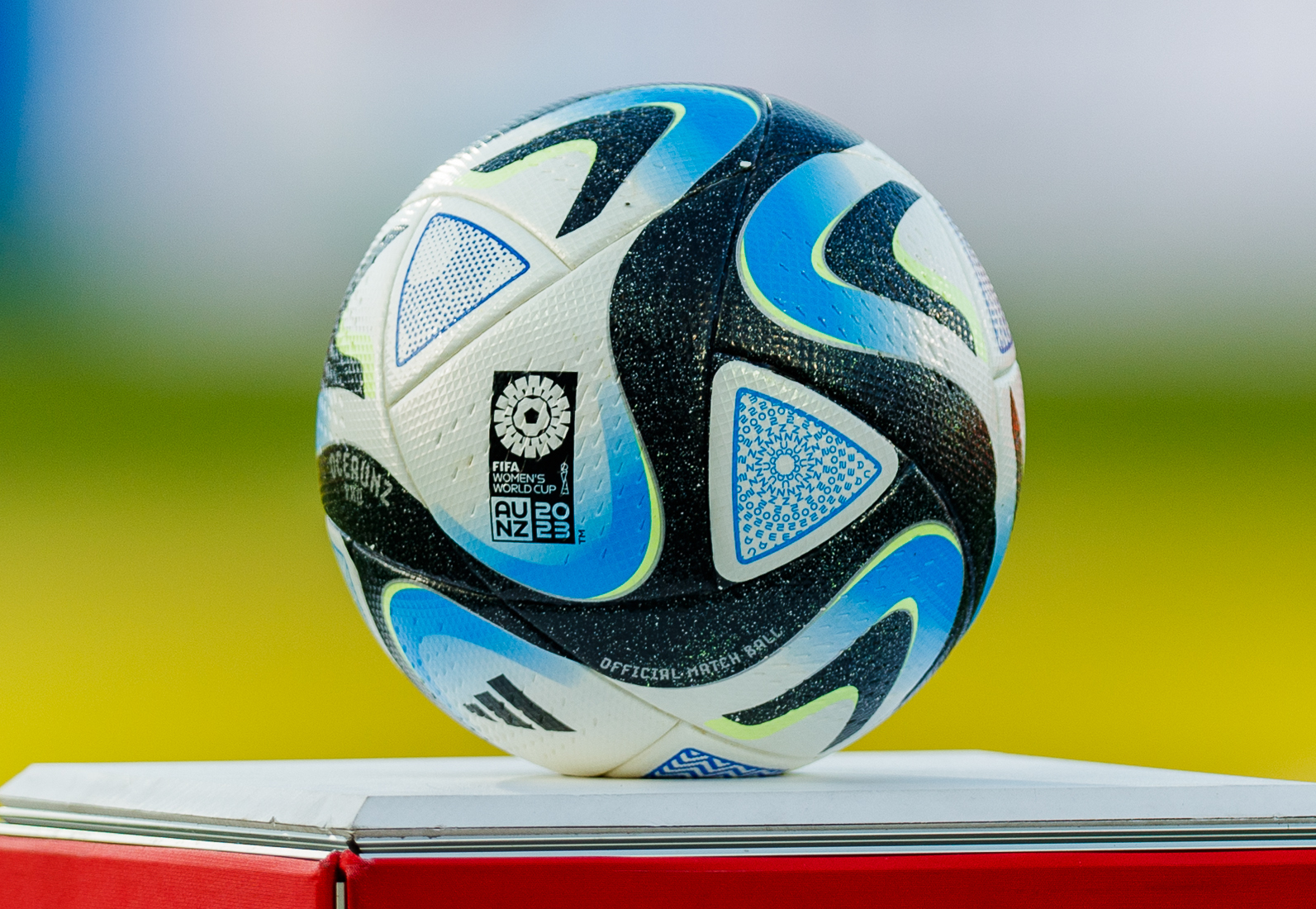
WM-Spielball OCEAUNZ

### Einbezug der indigenen Völker
Die Kultur der indigenen Völker der Aborigines und Māori war im Umfeld der Weltmeisterschaft präsent. Sowohl bei der Eröffnungszeremonie als auch vor dem Anpfiff jedes Spiels wurden traditionelle Elemente aus der Kultur der indigenen Völker in traditioneller Kleidung auf dem Spielfeld dargeboten. In allen WM-Stadien war die Flagge der Aborigines, der Torres-Strait-Insulaner oder der Māori zu sehen. Alle WM-Städte wurden neben der internationalen Bezeichnung auch mit den Übersetzungen der traditionellen Namen der australischen First Nations und der Māori versehen. Ein sechsköpfiges Beratungsgremium bestehend aus Mitgliedern der indigenen Völker beriet die FIFA im Vorfeld der Weltmeisterschaft.

### Maskottchen
Das Maskottchen Tazuni ist ein Pinguin der Art Eudyptula minor, die nur in Australien und Neuseeland vorkommt, was die Verbindung zwischen den beiden Ländern darstellen soll. Der Name Tazuni ist inspiriert von der Tasmansee zwischen Australien und Neuseeland.

### Spielball
Das Design des Spielballs der WM 2023, OCEAUNZ, enthält Elemente der Aborigine-Künstlerin Chern’ee Sutton und der Māori-Künstlerin Fiona Collis und nimmt damit Bezug auf die Kulturen der beiden Gastgeberländer. Der Ball ist im Zentrum mit einem Chip ausgestattet, der Spieldaten für die halbautomatische Abseitstechnologie an die Videoschiedsrichter für Abseitsentscheidungen sendet. Die angeraute Oberfläche besteht aus Polyurethan.

### WM-Song
Der offizielle Song der Weltmeisterschaft 2023, Do It Again, stammt von der neuseeländischen Singer-Songwriterin Benee in Zusammenarbeit mit der australischen Musikerin Mallrat, wurde am 29. Juni 2023 veröffentlicht und unter anderem bei der Eröffnungsfeier am 20. Juli 2023 im Eden Park in Auckland aufgeführt.

### Erklärung der Entscheidungen nach Videobeweis
Zusätzlich zu den bisherigen Hinweisen auf den Videoleinwänden im Stadion wurde zur Weltmeisterschaft 2023 erstmals die Änderung eingeführt, dass die Schiedsrichterinnen ihre finalen Entscheidungen nach der Überprüfung von Spielsituationen mittels Videobeweis über ein Headset-Mikrofon und die Stadionlautsprecher kurz begründen. Dadurch sollte der Einsatz des Video-Assistenten transparenter und besser nachvollziehbar werden.

## Übertragung und Berichterstattung

### Deutschland
In Deutschland wurden die Spiele der Weltmeisterschaft 2023 aufgrund einer Vereinbarung mit der EBU im öffentlich-rechtlichen Fernsehen bei ARD und ZDF übertragen, nachdem lange Zeit keine Einigung über den Rechteerwerb erzielt werden konnte, da die FIFA deutlich höhere Preisvorstellungen hatte als die Sender. Mitte Juni 2023 traf die EBU schließlich eine grundsätzliche Vereinbarung mit der FIFA über die Fernsehrechte für Deutschland, Großbritannien, Frankreich, Italien und Spanien.
ARD und ZDF sendeten hauptsächlich aus dem Studio in Hamburg (ARD) und Mainz (ZDF) und waren nur mit einem kleinen Team vor Ort in Australien und Neuseeland.
Nia Künzer, die seit 2006 die Frauenfußball-Übertragungen in der ARD begleitete, beendete nach der WM 2023 ihre Tätigkeit als Expertin im Ersten.
| Funktion      |                                                 |                                                                                                |
| ------------- | ----------------------------------------------- | ---------------------------------------------------------------------------------------------- |
| Moderatoren   | Claus Lufen                                     | Sven Voss                                                                                      |
| Kommentatoren | Stephanie Baczyk Christina Graf Bernd Schmelzer | Norbert Galeske Heiko Klasen Claudia Neumann Oliver Schmidt Martin Schneider Daniel Pinschower |
| Expertinnen   | Nia Künzer                                      | Kathrin Lehmann (Studio) Josephine Henning (Kommentierung) Tabea Kemme (Kommentierung)         |
| Gäste         | Thomas Broich Almuth Schult                     | Giulia Gwinn Kim Kulig Andreas Luthe Friederike Kromp Paulina Krumbiegel Navina Omilade        |
| Reporterinnen | Lea Wagner                                      | Lena Kesting Amelie Stiefvatter                                                                |

### Österreich
Die Spiele der Weltmeisterschaft wurden vom Österreichischen Rundfunk auf ORF 1 und ORF SPORT + übertragen.
- Kommentatoren: Anna-Theresa Lallitsch, Erwin Hujecek, Toni Oberndorfer, Michael Pinter, Johannes Karner und Alina Eberstaller, Sendungsverantwortlicher war Gerhard Lackner.
- Moderatoren: Rainer Pariasek, Kristina Inhof, Lukas Schweighofer, Alina Zellhofer
- Expertinnen: Lisa Makas, Viktoria Schnaderbeck und Elisabeth Tieber[33]

### Schweiz
In der Schweiz zeigte das SRF alle 64 Partien auf dem Sender SRF zwei sowie auf den Onlineplattformen. Für SRF war folgendes Team bei der WM:
- Kommentatoren: Calvin Stettler (mit Rachel Rinast), Reto Held, Dani Kern, Manuel Köng, Dominic Ledergerber, Sascha Ruefer
- Moderatoren: Annette Fetscherin, Lukas Studer
- Expertinnen: Martina Moser, Jacqueline Dünker, Lara Dickenmann, Sandra Betschart, Nora Häuptle
- Reporterin: Seraina Degen

## Zahlen und Fakten
- Spanien wurde durch den Titelgewinn das zweite Land nach Deutschland, welches sowohl den Titel bei einer Fußball-Weltmeisterschaft der Herren als auch bei einer Fußball-Weltmeisterschaft der Frauen gewann.
- Durch den Titelgewinn, sowie den Siegen bei der U-17- und U-20-WM des Jahres 2022, war Spanien als erstes Land amtierender Frauenfußball-Weltmeister in allen Altersklassen.
- Mit dem Finale Spanien gegen England fand erstmals ein Finale einer Fußball-Weltmeisterschaft der Frauen ohne Beteiligung der USA oder Deutschlands statt.
- Spanien wurde durch den Titelgewinn das dritte europäische Land nach Deutschland und Norwegen, das eine Fußball-Weltmeisterschaft der Frauen gewann.
- Im Vorrundenspiel der Gruppe C erzielte Barbra Banda für Sambia gegen Costa Rica mit dem 0:2 per Strafstoß das 1000. Tor der WM-Geschichte.[35]
- Im Elfmeterschießen im Achtelfinale gegen die Schwedinnen war die US-Spielerin Alyssa Naeher die erste Torhüterin überhaupt, die bei Weltmeisterschaften (Frauen oder Männer) zu einem Elfmeter antrat. Naeher war zudem auch die erste, die sowohl vom Elfmeterpunkt traf als auch einen Elfer parierte.[36]
  - Die zweite Torwartschützin in der WM-Geschichte war Mackenzie Arnold. Die Australierin setzte ihren Elfer im Viertelfinale gegen die Französinnen an den Pfosten und traf somit nicht.[37]
- 151 Tore (nach den ersten beiden Viertelfinalspielen) bedeuten einen neuen Torrekord für eine Frauen-WM. Dabei ist allerdings zu berücksichtigen, dass 2023 erstmals 32 Teams antraten und es somit mehr Spiele als bei den Turnieren zuvor (mit maximal 24 Mannschaften) gab.[38] Noch weiter relativiert sich der Rekord, wenn man die durchschnittliche Anzahl der Tore pro Spiel betrachtet. Mit 164 Toren aus 64 Spielen (⌀ 2,56 Tore pro Spiel) ist es der niedrigste Durchschnittswert bislang bei einer Frauen-WM.
- Mit 100 Torschützinnen wurde ein weiterer Rekord aufgestellt (zuvor 90 bei der WM 2015).
- Schweden gewann zum vierten Mal das Spiel um Platz 3 und ist nun alleiniger Rekorddritter vor den USA (3×).

## „Kuss-Affäre“
Während der Medaillenübergabe bei der Siegerehrung für die spanischen Weltmeisterinnen hielt der Präsident des Spanischen Fußballverbandes (RFEF) Luis Rubiales die spanische Spielerin Jennifer Hermoso mit beiden Händen am Kopf fest und küsste sie auf den Mund. Hermoso äußerte später ihren Unmut, sagte, sie habe dem Kuss nie zugestimmt und bezeichnete diesen als keinesfalls einvernehmlich. Rubiales hatte den Kuss zuvor als „einvernehmlich“ bezeichnet. Entgegen diverser Rücktrittsforderungen gegen Rubiales lehnte er einen solchen Schritt ab und bezeichnete sich selbst als Opfer dieser Situation. Stattdessen wolle er nun erst recht im Amt verbleiben. Seitens der WM-Spielerinnen kam es zu einer Erklärung, dass diese geschlossen unter der aktuellen Verbandsführung nicht mehr für ihr Land spielen wollen. Insgesamt haben 81 ehemalige und gegenwärtige Spielerinnen die Erklärung unterzeichnet.
Am 26. August 2023 wurde Rubiales vom Fußball-Weltverband FIFA mit sofortiger Wirkung suspendiert. Er wurde im Zuge eines laufenden Disziplinarverfahrens vorläufig für 90 Tage von allen Fußball-Aktivitäten ausgeschlossen. Zudem wurde Rubiales jeglicher direkte oder indirekte Kontakt zu Hermoso, ihrem Umfeld oder anderen Mitgliedern des spanischen Teams untersagt. Am selben Tag kam es aus Solidarität zu Hermoso zum Rücktritt des gesamten Trainerteams um Cheftrainer Jorge Vilda, einzig er selbst trat nicht zurück. Am Abend des 26. August gab auch Vilda eine schriftliche Erklärung ab, in welcher er sich vom Verhalten Rubiales’ distanzierte. Er verurteilte dessen unangemesses Verhalten sowie „jede Macho-Haltung“, die nicht zu einer fortschrittlichen Gesellschaft gehöre. Zudem kam es zu Trainer-Rücktritten spanischer Jugend-Mannschaften, darunter die für die U-19 und U-17 zuständigen Sonia Bermúdez und Kenio Gonzalo. Am 28. August wurde gemeldet, dass Rubiales' 72-jährige Mutter Ángeles Béjar sich in einer Kirche im spanischen Motril eingesperrt habe und in einen Hungerstreik getreten sei, um ihrer Forderung, nach Gerechtigkeit ihrem Sohn gegenüber Gehör zu verleihen. Den Streik musste sie am dritten Tag aus gesundheitlichen Gründen abbrechen und wurde in ein Krankenhaus gebracht.
Am 6. September wurde bekannt, Hermoso habe wegen des Vorfalls Anzeige gegen Rubiales erstattet. Am 10. September kündigte Rubiales in einem Interview mit Piers Morgan an, als Präsident zurückzutreten, da er seine Arbeit nicht fortsetzen könne. Es kam außerdem zur Veröffentlichung eines Briefes, in welchem Rubiales seinen Rücktritt als Vizepräsident des europäischen Fußballverbands Uefa erklärt. Am 11. September 2023 bestätigte der spanische Fußballverband seinen Rücktritt vom Präsidentenamt. Am 15. September entschied Untersuchungsrichter Francisco De Jorge am Staatsgerichtshof in Madrid, Rubiales dürfe sich Hermoso zukünftig nicht weiter als auf 200 m nähern. Nach einem Gespräch zwischen Hermoso und der neuen spanischen Nationaltrainerin Montserrat Tomé wurde entschieden, Hermoso für die kommenden Spiele nicht zu nominieren, um die Spielerin zu schützen. Am 20. September beendeten die Spielerinnen den Streik. Es erfolgte eine Einigung mit dem spanischen Fußballverband, wobei auch die oberste spanische Sportbehörde Consejo Superior de Deportes (CSD) involviert war. Dies teilte der Präsident des CSD, Victor Francos mit. Es sollen umfangreiche Strukturveränderungen in der Führungsebene des spanischen Fußballverbandes erfolgen, wofür eine gemeinsame Kommission gebildet werde, bestehend aus CSD, RFEF und den Spielerinnen. Das erste Spiel der Spanierinnen nach der WM fand am 22. September 2023 in der UEFA Women’s Nations League 2023/24 gegen die Schwedinnen statt (3:2 für Spanien).
Am 26. September wurde der Albaner Armand Duka als Nachfolger Rubiales’ zum Vizepräsidenten der UEFA bestimmt.
Am 30. Oktober gab die Disziplinarkommission der Fifa bekannt, Rubiales sei mit einem Fußball-Tätigkeitsverbot für die Dauer von drei Jahren belegt worden. Zehn Tage habe er Zeit, eine Begründung zu beantragen. Sollte dem Antrag stattgegeben werden, würde diese veröffentlicht. Die Entscheidung konnte bei der Fifa-Berufungskommission angefochten werden, was jedoch nicht geschah.
Im Januar 2024 wurde Rubiales in Spanien angeklagt. Bei einer Verurteilung drohte ihm eine Haftstrafe von bis zu vier Jahren. Am 20. Februar 2025 wurde Rubiales wegen eines sexuellen Übergriffs zu einer Geldstrafe von 10.800 Euro verurteilt.